# Cynic
O Cynic é uma banda de metal progressivo que incorpora elementos do experimental rock, rock alternativo, death metal técnico e jazz fusion, formada em 1987 na Flórida, Estados Unidos.

## História
Cynic foi formado em 1987 pelo guitarrista Paul Masvidal e pelo baterista Sean Reinert, com o line-up sendo completado por Mark Van Erp no baixo, e Jack Kelly no vocal. Com esta formação gravaram a primeira demo em 1988. Com a saída de Kelly, o guitarrista Paul Masvidal assumiu os vocais, tendo a adição de um segundo guitarrista, Jason Gobel. Outra demo foi registrada, Reflections of a Dying World, em 1989. Após isso o baixista Van Erp deixou a banda e foi substituído por Tony Choy, que participou da terceira demo da banda em 1990.
A partir da década de 1990, a banda passou a receber influência do Atheist, acrescentando mais técnica ao death metal praticado pelo grupo. Após lançar outra demo em 1991, Masvidal e Reinert juntam-se a lendária banda de Chuck Schuldiner, Death, para a gravação do álbum Human. Após uma turnê mundial com o Death, retornam ao Cynic para a gravação de seu primeiro álbum, Focus, lançado em 1993 e eleito pela Loudwire em 2024 como um dos 11 melhores álbuns de estreia de metal progressivo. Sean Malone gravou o baixo após a saída de Tony Choy, que foi para o Atheist. Tony Teegarden fez o vocal e teclados neste álbum. O Cynic realizou uma turnê pela Europa com o Pestilence, até que última banda acabou. Fizeram então uma turnê pelos Estados Unidos com o Cannibal Corpse. Dana Cosley substituiu Teegarden durante esse período.
Iniciaram ainda em 1994 a gravação do segundo álbum de estúdio, mas, tal como ocorreu com os holandeses do Pestilence, o Cynic também cessou as atividades no mesmo ano.
Em 2003 quatro integrantes do Cynic, Sean Malone, Paul Masvidal, Jason Göbel e Sean Reinert, participaram da gravação do álbum Emergent, da banda de rock progressivo Gordian Knot, criada por Sean Malone.
Em 2006 a banda volta a ativa com Masvidal, Malone, Reinert e Tymon Kruidenier, e lançam seu segundo disco em 2008, Traced In Air.
Seu álbum Ascencion Codes foi eleito pela Metal Hammer como o 3º melhor álbum de metal progressivo de 2021. A faixa "Mythical Serpents" foi eleita pela Loudwire como a 9ª melhor música de metal do mesmo ano.

## Integrantes
Atuais
- Paul Masvidal - vocal e guitarra (1987–1994, 2006–presente) [1]
- Matt Lynch - bateria (2015–presente)
- Sean Malone - baixo fretless, chapman stick (1993–1994, 2008-presente)

Ao vivo
- Brandon Giffin - baixo (2011–presente)
- Max Phelps - guitarra, vocal (2011–presente)

Antigos
- Mark Van Erp - baixo (1987–1989)
- Russell Mofsky - guitarra (1987)
- Esteban "Steve" Rincon - vocal (1987)
- Jason Gobel - guitarra (1988–1994)
- Tony Choy - baixo (1991–1993)
- Chris Kringel - baixo (1993–1994, 2006–2007)
- Tony Teegarden - teclado, vocal gutural (1993–1994, 2006–2007)
- Dana Cosley - (ao vivo) teclado, vocal gutural (1994)
- Tymon Kruidenier - guitarra, vocal gutural, guitarra sintetizada (2008–2010)
- Robin Zielhorst - fretless bass (2008–2010)
- Sean Reinert  - bateria e teclado) (1987–1994, 2006–2015)

## Discografia
| - 1993 – Focus - 2008 – Traced In Air - 2014 – Kindly Bent to Free Us - 2019 – Traced in Air Remixed - 2021 – Ascension Codes - 2010 – Re-Traced - 2011 – Carbon-Based Anatomy - 2012 – The Portal Tapes | - 1988 – Demo 1988 - 1989 – Reflections of a Dying World - 1990 – Demo 1990 - 1991 – Demo 1991 - 1993 – The Breed Beyond (split) - 2008 – Promo 08 - 2018 – "Humanoid" |